# Temple protestant de Vauvert
Le temple protestant de Vauvert est un édifice religieux situé à Vauvert, dans le département français du Gard en région Occitanie. La paroisse est rattachée à l'Église protestante unie de France.

## Historique
Bâti entre 1811 et 1817 par l'architecte Charles Durand, le temple a été inscrit monument historique par arrêté du 30 janvier 2012.